# Anne Hidalgo
Anne Hidalgo (San Fernando, 19 de junho de 1959) é uma política francesa que em 2014 foi eleita para presidir a Câmara Municipal de Paris (equivalente ao cargo de prefeito em alguns países), tornando-se a primeira mulher a administrar a capital francesa na história do país. Ela foi reeleita para o mesmo cargo em 2020.
Nascida na região espanhola da Andaluzia durante a ditadura de Francisco Franco, Hidalgo migrou com sua família para a França e obteve cidadania aos 14 anos. Formou-se em direito social e integra o Partido Socialista desde 1994. Mesmo depois de obter a cidadania francesa, Anne Hidalgo manteve também a nacionalidade espanhola.